# ماثياس موريس
ماثياس موريس (بالإنجليزية: Mathias Morris) هو محامي وسياسي أمريكي، ولد في 12 سبتمبر 1787، وتوفي في 9 نوفمبر 1839 في الولايات المتحدة. انتخب عضو مجلس ولاية بنسيلفانيا وانتخب عضو مجلس النواب الأمريكي.